# Душан Ђапић
Душан Б. Ђапић (рођен 1. септембра 1928. године у Бителићу код Сиња, Далмација), писац је и правник. Живи у Станишићу.

## Биографија
После Другог светског рата марта 1946. године са породицом колонизира у Станишић, где започиње своје школовање. Ванредно је завршио основну и средњу Економску школу, а на правном факултету у Београду дипломирао је 1972. године. Ожењен је Маром Буловић (1930) и са њом има двоје деце, сина Љубомира и ћерку Љубицу (1960).

## Књиге
Од ране младости пише песме до сад је издао три књиге:
- "Ђапићи у Бителићу = Џуџелићи - Џуџелије" ("Азурпринт", Сомбор, 2004)
- "Збирку песама Увенуло смиље и друге песме" ("Азурпринт", Сомбор, 2006)
- "Зле године, синови једне мајке и друге приче у стиховима" ("Свет Књиге", Београд, 2010)

Пати од носталгије за родним крајем и у његовим песмама уткана је љубав према завичају.